# أبو مسكية
أبو مُسْكيَّة (الاسم العلمي Clariallabes)، جنس أسماك نهرية من فصيلة الأسماك القطية. أنواعها 16، موطنها أنهار أفريقيا.